# Глен Карбон (Илиноис)
Глен Карбон (енгл. Glen Carbon) град је у америчкој савезној држави Илиноис.

## Демографија
По попису из 2010. године број становника је 12.934, што је 2.509 (24,1%) становника више него 2000. године.
| Група             | 2000.         | 2010.          |
| Белци             | 9.188 (88,1%) | 11.162 (86,3%) |
| Афроамериканци    | 726 (7,0%)    | 961 (7,4%)     |
| Азијати           | 221 (2,1%)    | 260 (2,0%)     |
| Хиспаноамериканци | 156 (1,5%)    | 283 (2,2%)     |
| Укупно            | 10.425        | 12.934         |